# Фотофор
Фотофорът (на английски: Photophore) е фосфоресциращ орган, излъчващ светлина, който се появява като светещи точки в кожата на различни животни, като насекоми, червеи, риби и главоноги.
Светещият орган може да бъде просто или сложно устроен като човешкото око, оборудван с „лещи“, „капаци“, „цветни филтри“ и „отражатели“. Светлината от този орган се създава чрез химически процес (биолуминесценция), чието начало се поставя чрез взаимодействието на две различни химични вещества (луциферин и луцифераза). Тази биологична светлина, се нарича още „студена светлина“, тъй като на нея нито ѝ е нужна, нито генерира много топлина. Тя прониква много добре през водата, което я прави ясно видима, дори на разстояние от няколко метра. Цветът на светлината може да бъде син, зелен, жълт или червен.

## Устройство на фотофора
Фотофорът се състои от три слоя:
- Горен слой – лек и прозрачен, пропуска светлината от долните два слоя.
- Среден слой – тук се намират фотофорните клетки, съдържащи безброй луминесцентни бактерии (10 милиарда на милилитър). Бактериите консумират захар и кислород от кръвта на животното, като видимия резултат от тази реакция е биолуминесценцията.
- Долен слой – действа като рефлектор. Цитоплазмата на клетката е пълна с микроскопични кристали от пикочна киселина, които отразяват светлината излъчена от средния слой.

## Функции
Животните използват фотофорите по най-различни причини. При повечето видове те се използват главно за привличане на плячката, но също така могат да служат и за объркване на хищника, както и за камуфлаж, когато е необходимо да се скрият много бързо. Също така, благодарение на тях индивидите от някои видове се разпознават помежду си и намират индивидите от противоположния пол.

### Сухоземни организми
На сушата, светещи видове гъби намиращи се върху мъртва дървесина, създават зловещия нощен феномен, познат като „Foxfire“. Според някои учени по този начин гъбите привличат насекоми, които разпространяват спорите им. Други сухоземни луминесциращи животни биват насекоми, червеи и стоножки, като едни от най-известните представители на тези животни са светулките. Нощно време те прибляскват една на друга по определен начин, за да намерят своя партньор.
Познати са животни, които започват да светят, когато някое друго, близко намиращо се животно, започне да свети.

### Морски организми
Животните, които произвеждат светлина се срещат навсякъде по морските дълбини, но повечето живеят в зоната на полумрака, където не достига много светлина. Точната дълбочина на тази зона зависи от състава на водата, релефа на морското дъно и други фактори, но като цяло се простира от 200 m. до около 1000 m. дълбочина. Морската вода поглъща червената, оранжевата и жълтата светлина, така че светлината, която достига до зоната на полумрак е синкаво-зелена на цвят. Именно това е и светлината, която създават голяма част от биолуминесциращите видове, живеещи в тази зона на океаните. Това са медузи, калмари, скариди, морски червеи и риби.
Някои видове риба използват светлината си като прожектор, за да привлекат други риби.
Фотофорните клетки по долната страна на тялото на някои риби имитират цвета на светлината, проникваща надолу от повърхността, и отделят светлина с напълно същия цвят. Този разумен камуфлаж замъглява очертанията на силуета им и им позволява да се слеят със светлината, идваща отгоре, при което остават напълно незабележими отдолу за враговете си.
Когато са заплашени, с цел самозащита, някои животни изпускат облак от биолуминесцентна течност, а други видове използват ярко присвяткане, за да заслепят хищниците.
Някои видове едноклетъчен фитопланктон светят, когато са обезпокоени. Например, когато малки риби започнат да се хранят с планктон, той започва да излъчва светлина, която привлича по-големи риби, които в повечето случаи започват да се хранят с по-малките риби. Също така, теченията, бурите и минаващите кораби могат да предизвикат внезапното светене на голям брой от тези планктонни организми (феноменът „Млечен път“).